# Huize Sint Cunera

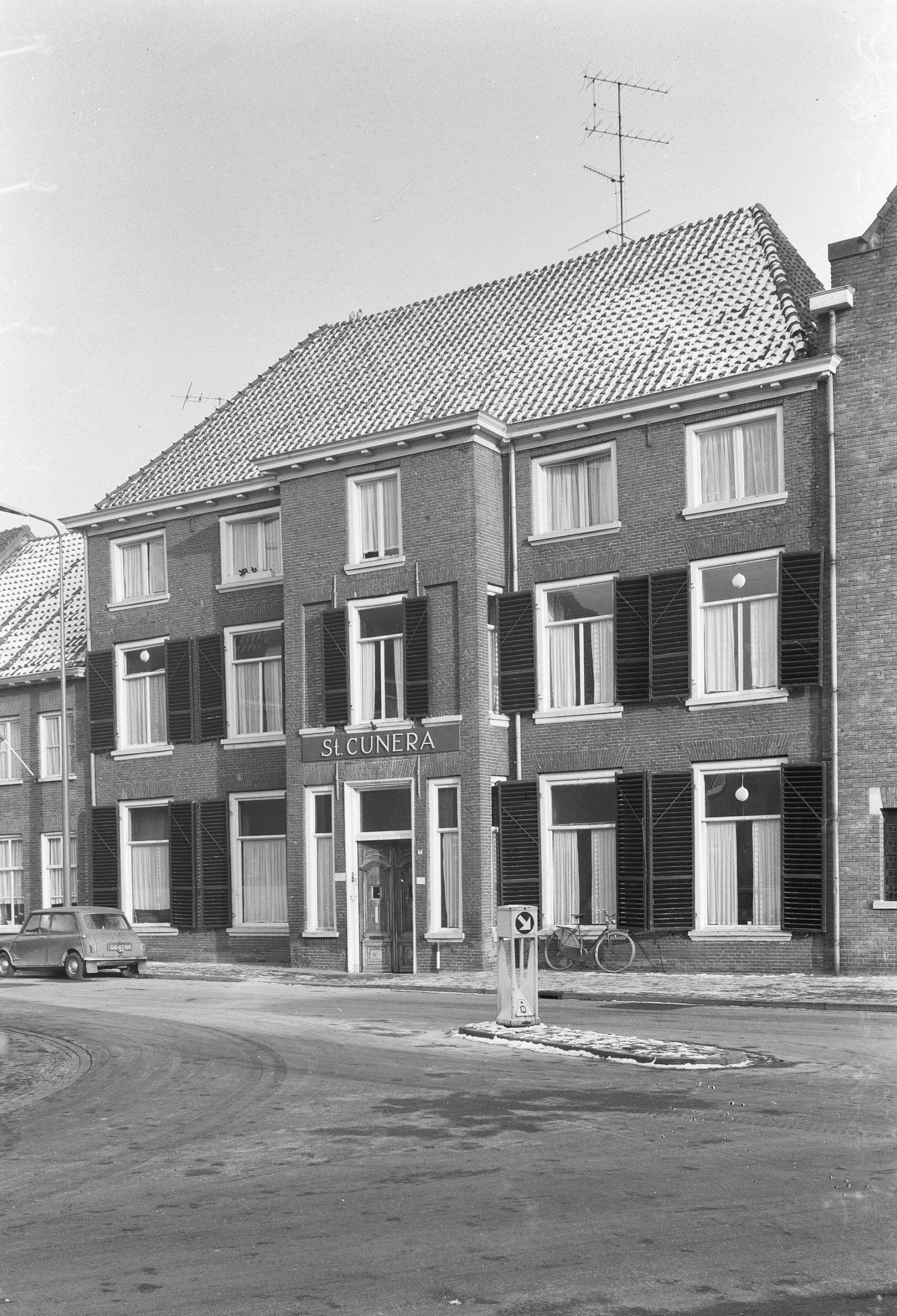
Huize Sint Cunera in 1966.

Huize Sint Cunera is een aan de Markt in Wageningen gelegen rijksmonument. Sint Cunera bestaat uit een 18e-eeuwse gevel voor twee oudere (mogelijk 16e-eeuwse) diepe panden met een steegje ertussen. Voor de huizen werd in 1710 een nieuwe gezamenlijke gevel gezet in opdracht van Jacob van Lawick. Omstreeks 1740 werden een tussenvloer en stukken aan de achterkant toegevoegd. In 1934 werd het pand stevig verbouwd.